# جون فولر (شاعر)
جون فاولر (بالإنجليزية: John Fuller)‏ هو شاعر بريطاني، ولد في 1937 في أشفورد في المملكة المتحدة.

## حياته
ولد في أشفورد في كينت في المملكة المتحدة، وهو ابن الشاعر والبروفيسور في أكسفورد روي فولر، وتخرج في مدرسة سانت بول في الكلية الجديدة في أوكسفورد.
بدأ التدريس في عام 1962 في جامعة ولاية نيويورك، ثم في جامعة مانشستر. وعمل محاضراً في كلية ماغدالين في أوكسفورد بين عامي 1966 و2002.

## شعره
نشر فولر خمسة عشر مجموعة شعرية بينها «أحجار ونيران» عام 1996، «الآن ولفترة» عام 2002، «أغنية ورقصة» عام 2008، «كأس الزهر» 2014.
نشرت دار نشر تشاتو آند ويندوس له مجموعة شعرية في عام 1996.

## روايات وقصص
كتب رواية «الطيران إلى لا مكان» في عام 1983، وهي رواية تاريخية فازت بجائزة ويتبريد لأول رواية، ورشحت لجائزة بوكر الأدبية. وفي عام 1996 فاز بجائزة فوروارد عن مجموعته الشعرية «أحجار ونيران»، وبجائزة مايكل برود للشعر الخفيف.
كما كتب العديد من المجموعات القصصية وكتب الأطفال.
أما قصيدته المعنونة «سفينة الأصوات» فقد رسمها بطريقة الحفر في الخشب الفنان غاريك بالمر، ونشرت عام 1981 في إصدار من 130 من دار نشر غروفيغراوند بريس.

## دار نشر سايكامور بريس
أسس فولر في عام 1968 دار نشر سايكامور بريس، والتي أدارها من مرآبه. ونشرت دار النشر تلك لبعض من أهم الشعراء في النصف الثاني من القرن العشرين، مثل دابليو إتش أودن وفيليب لاركن وبيتر بورتر. وبالإضافة إلى هؤلاء الكتاب فقد عملت على نشر أعمال للمؤلفين الشباب، والبعض منهم حقق لاحقاً نجاجاً كبيراً. توقفت دار نشر سايكامور عن العمل في عام 1992، وهي نموذج ممتاز عن دور النشر البريطانية الصغيرة، التي تنشر بهدف الفائدة الأدبية وليس بهدف الربح.
وفي كتاب بعنوان «جون فولر ودار نشر سايكامور» John Fuller and Sycamore Press الذي صدر عن دار نشر بودليان لايبراري عام 2010، والذي تضمن حواراً مع جون فولر وأفكاراً لكتاب نشرت لهم الدار حول فولر. ويحوي الكتاب سيرة لأعمال جون فولر ومؤلفاته.

## من دواوينه الشعرية
- موسيقى المهرجان – 1961
- الشجرة التي مشت – 1967
- أكلة لحوم البشر والمبشرين
- رسائل تبشيرية إلى سبعة أشخاص
- الجبل والبحر
- أكاذيب وأسرار
- المخادعون – 1980
- في انتظار الموسيقى
- الاختراعات الجميلة
- قصائد مختارة بين عامي 1954 إلى 1982
- صالة الدوام الجزئي (بالاشتراك مع جيمس فينتون)
- حديث الوسادة
- الرمادي وسط الأخضر
- الجسم الميكانيكي
- أحجار ونيران – 1996
- الآن ولفترة – 2002
- قصائد مختارة
- حياة الانعزال – 2005 عن دار نشر كلوتاغ
- مساحة الفرح – 2006
- أغنية ورقص – 2008
- كأس الزهر – 2014

## أعمال روائية
- الطيران إلى لا مكان
- مغامرات السقوط السريع
- أخبرني ثانية بما قلت
- الفتيان المحترقون
- انظر مرتين
- الدودة والنجمة
- يوميات جلدية
- مذكرات لاتيشيا هورسبول

## كتابات نقدية
- دليل القارئ إلى دابليو إتش أودن
- السوناته
- من هو أوزيماندياس؟ وألغاز شعرية أخرى – 2011

## كتب للأطفال
- هيرودس افعل أسوأ ما لديك – 1968
- القشرة المطقطقة – 1970

## وصلات خارجية
- جون فاولر على موقع ميوزك برينز (الإنجليزية)